# سباستيان سلولزي
سباستيان سلولزي (بالألمانية: Sebastian Stolze)‏ (29 يناير 1995 في ألمانيا - ) هو لاعب كرة قدم ألماني في مركز الهجوم. شارك مع منتخب ألمانيا تحت 19 سنة لكرة القدم ومنتخب ألمانيا تحت 20 سنة لكرة القدم. أما مع النوادي، فقد لعب مع نادي فولفسبورغ وFC Rot-Weiß Erfurt ‏.

## روابط خارجية
- سباستيان سلولزي على موقع قاعدة بيانات كرة القدم.إي يو (الإنجليزية)
- سباستيان سلولزي على موقع بيانات كرة القدم. دي إي (الألمانية)
- سباستيان سلولزي على موقع Soccerway.com (الإنجليزية)
- سباستيان سلولزي على موقع عالم كرة القدم.نت (الإنجليزية)
- سباستيان سلولزي على موقع AS.com (الإسبانية)